# خدای‌نامه
خَدای‌نامه (پارسی میانه: خوَدای‌نامگ، xwadāy-nāmag‏ به معنی «شاهنامه») مهم‌ترین اثر تاریخی دورهٔ ساسانی است که در آن نام پادشاهان دودمان‌های ایرانی و رویدادهای دوران‌های گوناگون را آمیخته با افسانه، ضبط کرده بودند. اصل خدای‌نامه به زبان پارسی میانه در دست نیست. در دوران اسلامی خدای‌نامه با عنوان‌هایی مانند سیرالملوک یا سیر ملوک الفرس و جز آن به عربی ترجمه شده است. ترجمه‌های خدای‌نامه به عربی و البته اصل پارسیگ آن به همراه دیگر کتب تاریخی مورد استفادهٔ نویسندگان و سرایندگان شاهنامه‌ها مانند شاهنامه فردوسی به پارسی در سده چهارم قرار گرفته است. در روزگار کهن، شاهنامه نام عمومی همهٔ کتاب‌هایی است که در موضوع داستان‌های باستانی نوشته یا سروده می‌شدند.
تدوین‌کنندگان خدای‌نامه از منابع سریانی هم (مثلاً دربارهٔ اسکندر) استفاده کرده‌اند. مضمون این کتاب کُهَن تاریخ حماسی ایران، آفرینش جهان و نخستین شهریار تا یزدگرد سوم ساسانی است و در تهیه و تنظیم آن دبیران شاهی، موبدان و خاندان‌های بزرگ ساسانی نقش داشته‌اند.
خدای‌نامک تقریر حماسه‌های ایرانی از زمان گیومرث تا خسرو پرویز، که در میانه پادشاهی یزدگرد سوم آخرین پادشاه ساسانی (۶۳۴ تا ۶۴۲)، به وسیلهٔ دهقان دانشور نوشته شد. تکامل نهایی آن را در شاهنامهٔ فردوسی می‌توان یافت (نیمهٔ اول سدهٔ یازدهم میلادی)؛ اثری به زبان پارسی میانه است. فردوسی از شاهنامهٔ ابومنصوری استفاده کرد و شاهنامهٔ ابومنصوری که به نثر بود را به نظم برگرداند و در شاهنامهٔ ابومنصوری که خود را از نژاد اصیل دهقانان می‌دانست منابع خدای نامک و دیگر کتب حماسی و تاریخی ایران استفاده شده است.
ابن مقفع در سدهٔ ۸ میلادی این خدای‌نامک را به عربی ترجمه کرد و به صورت گسترده‌ای مورد استفادهٔ تاریخ‌نگاران دوره اسلامی قرار گرفت؛ که هر دو برگردان پارسیگ و عربی آن از دست رفته است.

## انگیزه نام گذاری
خدای‌نامه (در فارسی میانه خودای‌نامگ، xwadāy-Nāmag‏) ترکیبی از کلمه «خودای» به معنی سرور و «نامگ» به معنی کتاب است. معادل عربی کلمه خدا در زبان عربی، کلمه «مولی» است. تاریخ‌نگاران و نویسندگان دوره اسلامی خودای‌نامگ را به «سیرالملوک» ترجمه کردند و در سده‌های سوم و چهارم هجری که فارسی دری به عنوان زبان نوشتار رواج یافت، ایرانی‌های مسلمان لفظ «خدا» را غالباَ به جای «الله» به کار می‌بردند و شاهنامه را به جای خودای‌نامگ یا سیرالملوک وضع کردند. در همان دوران به واژه‌هایی برمی‌خوریم که معنی کهن «خدای» را همچنان حفظ کردند، از جمله آنها لقب‌های برخی از پادشاه‌ها چون «سامان‌خدات»، «بخاراخدات» و «کاول‌خدای» بود. در شاهنامه فردوسی، خدا به معنی «شاه» و «سرور» فراوان به کار رفته است. در زبان فارسی نو مفهوم کهن «خدا» در ترکیب‌هایی چون «دهخدا»، «کدخدا» و «ناخدا» (در اصل ناوخدا) باقی مانده است.

## ثبت رویدادهای تاریخی در زمان ساسانی
در دربار شاهان ساسانی دفاتر رسمی وقایع وجود داشته و آگاثیاس تاریخ‌نگار بیزانسی سده ششم میلادی که هم‌زمان با خسرو انوشیروان بوده، از آن‌ها استفاده کرده است. همچنین در دربار ساسانی کسانی بوده‌اند که روایت‌های تاریخی را افسانه‌وار از برداشتند. در کاخ شاهان ساسانی، بایگانی‌هایی ساخته شده بود که در آن‌ها، اسناد رسمی و چگونگی رویدادهای بزرگ کشور در این بایگانی‌ها نگهداری می‌شد. خداینامه‌ها گونه‌ای از رویدادنامه‌های رسمی روزگار ساسانیان بوده‌اند.فردوسی آورده است که در راه شکار داستان‌های جمشید و فریدون را برای بهرام گور نقل می‌کردند. ظاهراً حتی در زمان بهرام گور نیز نامهٔ باستان وجود داشته است که داستان‌های آن را در مجالس بزم می‌خواندند.

## زمان گردآوری خدای نامه
گردآوری خدای نامه را باید به زمان انوشیروان پیوند داد که دوران نگارش و ترجمه و نهضت ادبی بوده است. در این زمان بر اساس دفاتر رسمی و نیز با استفاده از سنت‌های شفاهی و رسالات جداگانه‌ای که در مطالب گوناگون مرتبط با تاریخ از قبیل نسب نامه‌ها و فهرست جنگ‌ها یا شهرها و رویدادهای مربوط با آن‌ها وجود داشته، خدای نامه تدوین شد. در زمان پادشاهان بعدی ساسانی طبعاً مطالبی بر آن افزوده گشت و پس از برافتادن ساسانیان نیز سرنوشت یزدگرد سوم را تا کشته شدنش بدان افزودند. تدوین کنندگان خدای نامه دبیران شاهی و موبدان بوده‌اند و احتمالاً خاندان‌های بزرگ ساسانی نیز در تنظیم داستان‌های پهلوانی، نقش داشته‌اند.

## زمینه خدای نامه
خدای نامه نه تنها رویدادهای زمان پادشاهان را دربرداشته بلکه در آن خطبه‌ها و سخنان رسا و وصایای آنان نیز ذکر شده بود، مثلاً عامری جملاتی را که برگرفته از عهد شاپور یکم به پسرش هرمز یکم است به روایت خدای نامه آورده است. در سرگذشت هر یک از شاهان قصه‌هایی نیز گنجانده می‌شد، مانند داستان‌های، بهرام گور. تدوین کنندگان خدای نامه همچنین از منابع بیگانه مانند منبعی سریانی در مورد اسکندر استفاده کرده‌اند.

## عناصر تشکیل دهندهٔ خدای نامه
اصل خدای نامه به زبان پهلوی در دست نیست اما با مطالعهٔ منابع عربی به فارسی مربوط به تاریخ ایران و شاهنامه فردوسی می‌توان عناصر تشکیل دهندهٔ آن را تعیین کرد.
- داستان‌ها و اسطوره‌های کهن هند و ایرانی و اقوام ایرانی که در آن‌ها شرح اعمال قهرمانان کهن و کشمکش‌های قبایل گوناگون و دخالت خدا به طرفداری از پرستندگان و غیره آمده بوده است و نمونهٔ آن‌ها را در اوستا می‌یابیم مانند داستان‌های مربوط به جمشید و ضحاک.
- روایاتی که می‌توان آن‌ها را روایات کیانی نامید، با روایات مربوط به شاهان و قهرمانان اشکانی در هم آمیخته است.
- داستان‌های اقوام سکایی دسته‌ای از اقوام سکایی در زمان اشکانیان و در اواخر سده دوم میلادی، به ناحیه‌ای که بعداً به نام آنان سگستان یا سیستان نامیده شد، کوچ کردند و داستان‌های آنان دربارهٔ زال و رستم با اساطیر کیانی و اشکانی در هم آمیخت. نام زال به معنی پیر که از نظر لغوی واژه‌ای سکایی است، دال بر اصل سکایی داستان‌های اوست. پیدا شدن قطعه‌ای از داستان رستم به زبان سغدی حکایت از رواج این‌گونه داستان‌ها در آسیای میانه دارد؛ بنابراین می‌توان حدس زد که این داستان‌ها همراه با اقوام سکایی وارد سیستان شده و از آنجا به تاریخ ایران راه یافته است.
- شرح حال پادشاهان ساسانی و اعمال قهرمانی در زمان آنان نیز افسانه‌وار به این تاریخ افزوده گشته است.

## ترجمهٔ عربی خدای نامه
در دوران اسلامی خدای نامه با عنوان‌هایی مانند سیرالملوک یا سیر ملوک الفرس و غیره به عربی ترجمه شده است. از روایت‌های حمزه اصفهانی و ابن ندیم و پیشگفتار قدیم شاهنامه و غیره به وجود ۹ ترجمه و اقتباس از خدای نامه به عربی پی می‌بریم. از کهن‌ترین مترجمان معروف این کتاب، ابن مقفع است. ترجمه‌های خدای نامه مأخذ عمدهٔ تاریخ نویسان دورهٔ اسلامی، مانند طبری و مسعودی و ابن قتیبه و بلاذری و حمزه اصفهانی و ثعالبی و دیگران قرار گرفت.

## یک دیدگاه جدید
در سال ۲۰۱۸ یاکو هامین آنتیلا، ایران‌شناس فنلاندی کتابی با نام «خدای‌نامگ: کتاب شاهان در پارسی میانه» منتشر ساخت و در این کتاب مدعی شده است که بر خلاف باور موجود، خدای‌نامگ کتابی عظیم همسنگ شاهنامه فردوسی نبوده است. او در کتابش آورده این اثر مجموعه کوچک و فهرست‌واری از رویدادهای تاریخی بوده است.
که به این دیدگاه نقدهایی وارد شده است

## اخبار خدای‌نامه
خدای‌نامه به عنوان تاریخ کم و بیش رسمی دوره ساسانی به قلم دبیرانی که با موبدان و نجبا استوار داشتند، نوشته شده است. از همین رو، این کتاب عمدتاً دیدگاه‌های این دو طبقه را باز می‌تاباند. از آنجا که در دوره ساسانی اتحادی میان دین و دولت پدید آمد، مشروعیت و قانونی بودن نظام شاهنشاهی به عنوان محور مطالب خدای‌نامه در نظر گرفته شد. خاندان‌های بزرگ ایرانشهر، هر چند در برخی از تحریرهای خدای‌نامه - به ویژه تحریری که آثار آن را در شاهنامه فردوسی می‌توان دید - مقام ارجمندی یافته‌اند، باز در سرتاسر خدای‌نامه همواره در مقام بندگان شاه شاهان معرفی شده‌اند.
مهم‌ترین ویژگی‌های اخبار خدای‌نامه به شرح زیر است:
1. به سبب رسمیت یافتن دین زرتشتی در زمان ساسانیان و اتحاد دین و دولت، تاریخ‌نگاری خدای‌نامه را باید از نوع تاریخ‌نگاری دینی به‌شمار آورد. از همین رو، بخش اساطیری خدای‌نامه (دوره پیشدادیان و کیانیان) بر اوستا و متون دینی دیگر مبتنی بوده است. شاهان ساسانی به علت برجستگی ویژه دودمان کیانی در سنت دینی زرتشتی بود که سلسله نصب خود را به بهمن اردشیر، پسر اسفندیار (پسر کی ویشتاسپ، حامی زرتشت) رسانده‌اند.[۱۶]
2. بخش پیشدادیان و کیانیان در خدای‌نامه مبتنی بر روایات شکل گرفته در بخش شرقی ایرانشهر بوده است و نویسندگان آن شناخت چندانی از رویدادهای مربوط به بخش غربی و جنوبی نداشتند؛ از همین رو تاریخ مادها و هخامنشیان در خدای‌نامه جای نیافته است.[۱۷]
3. در خدای‌نامه در گزارش رویدادها، شخصیت‌های واقعی، اساطیری از یکدیگر متمایز نشده و رویدادهای مربوط به هر سه گروه به عنوان کلیتی واحد در یکدیگر آمیخته‌اند. برای نمونه، در خدای‌نامه رویدادهای مربوط به شخصیت‌های پیشدادی به همان شیوه‌ای گزارش شده‌اند که رویدادهای مربوط به پادشاهان ساسانی گزارش شده‌اند.[۱۸]
4. گزارش خدای‌نامه از رویدادهای دوره ساسانی بی‌طرفانه نیست. بلگه دیدگاه‌های دستگاه حکومتی و متولیان دیانت رسمی زرتشتی را منعکس می‌کند؛ از آن جمله است گزارش خدای‌نامه دربارهٔ بدعت‌گزاری‌های مانی و مزدک و انحراف آموزه‌های آنها از «دین بهی».[۱۹]
5. در تاریخ‌نگاری خدای‌نامه نه دقت کافی وجود دارد و سرآغازی روشن تا بتوان به یاری آن سال‌شمار رویدادها را دقیقاً مشخص کرد.[۲۰]
6. در خدای‌نامه رویدادهایی از دوره ساسانی در اخبار دودمان‌های اساطیری بازتاب یافته‌اند. برای نمونه در سال ۴۸۴ م پیروز، پادشاه ساسانی، در محلی نزدیک دهستان در جنگ با هیاطله به دام شیطان افتاد و کشته شد و ایران در معرض تاخت و تاز قرار گرفت؛ سپس سردار برسجته او سوخرا، از خاندان معروف کارن، بدان‌جا لشکر کشید و دشمن را وادار به صلح کرد و بدین سان حیثیت و افتخار از دست‌رفته ایران را احیا کرد. در زمان‌های دور، هنگامی که نوذر در جنگ با دشمن‌های شمالی (تورانی‌ها) نزدیک دهستان اسیر و کشته شد و دشمن سرتاسر ایران را در معرض تاخت و تاز خود قرار داد، این وظیفه را کارن (قارن) نام دیگری بر عهده می‌گیرد. به گزارش شاهنامه، فریدون کنگ‌دز را برآورد و در آنجا زند و اوستا قرار داد. کی‌خسرو پادشاه معروف کیانی، زند و اوستا می‌خواند. شهبازی نشان داده است که آرایش جنگی سپاه ایران در جنگ بزرگ با افراسیاب، آرایش جنگی سپاه انوشیروان در جنگ با هپتالیان را به یاد می‌آورد.[۲۱]